# Tawang
Tawang (anche Towang, T'a-wan, Mön Tawang, Mon Tawang, Tawang Shyo, Tang Shyo) è una suddivisione dell'India, classificata come notified town, capoluogo del distretto di Tawang, nello stato federato dell'Arunachal Pradesh.
È rivendicata dalla Cina che la considera parte della Contea di Cuona nella prefettura di Shannan con il nome di Dáwàng Zhèn (达旺镇).

## Storia
Il grande monastero di Tawang, chiamato Galden Namgey Lhatse fu fondato da Merak Lama Lodre Gyatso in 1681 in accordo con Ngawang Lozang Gyatso ed è il più grande monastero in India e uno dei principali in Asia.

## Geografia fisica
La cittadina si trova circa 555 km da Guwahati e a 320 km da Tezpur ad un'altitudine media di 2.668 m s.l.m..

## Società

### Evoluzione demografica
Al censimento del 2011 la popolazione di Tawang assommava a 11.202 persone, delle quali 8.359 maschi e 2.843 femmine. I bambini di età inferiore o uguale ai sei anni assommavano a 689.